# Ujście (obwód rówieński)
Ujście (ukr.  Устя) – wieś na Ukrainie w rejonie koreckim obwodu rówieńskiego.

## Historia
Przed 1939 r. w II Rzeczypospolitej, parafia rzymskokatolicka św. Izydora Oracza we wsi Dermanka.